# Carl Kotchian
Archibald Carl Kotchian (Kermit, 17 luglio 1914 – Palo Alto, 14 dicembre 2008) è stato un dirigente d'azienda statunitense, presidente della Lockheed Aircraft Corporation.
Coinvolto nello scandalo Lockheed le sue ammissioni di fronte alla Commissione Church e alla SEC di avere pagato milioni di dollari a politici e dirigenti statali stranieri rivelarono lo scandalo nel 1976, che avuto tra altro come conseguenza internazionale l'arresto e la condanna al carcere per il primo ministro giapponese Kakuei Tanaka.

## Biografia
Kotchian, commercialista, ha iniziato la sua carriera alla Price Waterhouse di Los Angeles. Poi fu assunto nel 1941 dalla Vega Airplane Company, un'azienda controllata dalla Lockheed Aircraft. Alla Lockheed si è occupato della sovrapproduzione di aerei durante la seconda guerra mondiale. Ha diretto l'impianto di produzione e assemblaggio a Marietta, Georgia, che è diventato successivamente lo stabilimento primario per la produzione dei C-130 Hercules. 
Alla fine degli anni sessanta la Lockheed avviò una campagna di vendite in Europa, e la presidenza dell'azienda passò a Daniel Haughton, che si occupava degli affari nazionali, la parte preponderante del fatturato dell'azienda. Tuttavia Haughton non amava viaggiare, specialmente nell'Europa continentale, e non eraa suo agio con gli snobismi europei. Haughton delegò tutti gli affari internazionali a Carl Kotchian, che ha conosciuto e amava frequentare personaggi del calibro del Principe Bernardo, Franz-Josef Strauẞ, Ovidio Lefebvre, e molti mediorientali. Kotchian creò la rete di vendite internazionali della Lockheed: infatti le sue attività all'estero furono tanto più febbrili in quanto, dopo il 1967, la posizione della Lockheed in patria stava diventando più pericolosa. La Lockheed era ora la maggiore produttrice di armamenti nel mondo. .. Ma proprio le sue dimensioni la rendevano più vulnerabile|
Kotchian espresse la sua amarezza per essere stato defenestrato come membro del consiglio di amministrazione della Lockheed sulla base di 38 milioni di pagamenti impropri, come definiti dallo stesso CdA. Nel 1977 sul New York Times Kotchian ha ammesso limpidamente:
()
Kotchian è morto a Palo Alto in California a 94 anni nel 2008.

## Il ruolo nello scandalo Lockheed
Nella sua testimonianza giurata alla Commissione Church del Senato americano ha descritto come ha incontrato i dirigenti statali giapponesi e offerto 500 milioni di Yen (l'equivalente di 1,7 milioni di dollari) che erano parte di una tangente totale di 12 milioni di dollari per la vendita di 21 aerei L-1011 della Lockheed, una vendita totale di 430 milioni di dollari. Kotchian ha anche rivelato che nei primi anni sessanta la Lockheed ha pagato 1,1 milioni di dollari a un uomo pubblico olandese, poi identificato come il principe Bernhard van Lippe-Biesterfeld, consorte delle regina Giuliana dei Paesi Bassi e ispettore generale delle forze armate olandesi.